# Very Long Baseline Array
Il Very Long Baseline Array (VLBA) è ad oggi il più grande radiotelescopio interferometrico esistente al mondo. Venne inaugurato nel 1994 dal National Radio Astronomy Observatory e costò circa 85 milioni di dollari.

## Caratteristiche tecniche
È costituito da 10 antenne radio del diametro di 25 m sparse in tutto il territorio degli Stati Uniti d'America, dalle Isole Hawaii alle Isole Vergini Americane. Collettivamente, essi funzionano come un singolo telescopio di oltre 8000 km di diametro. Gli astronomi registrano i segnali (sincronizzati con un orologio atomico) e più tardi li mescolano con l'aiuto del calcolatore utilizzando la tecnica di interferometria chiamata interferometria a lunghissima base (VLBI). Se si aggiungono anche i segnali provenienti da un satellite giapponese per radioastronomia, il diametro effettivo del sistema si espande di conseguenza fino a oltre 20000 km. Per le lunghezze d'onda radio, il sistema produce immagini persino più dettagliate del telescopio spaziale Hubble. Di fatto, è così sensibile che anche la deriva dei continenti diventa apprezzabile in alcune osservazioni.

## Posizionamento delle antenne radio

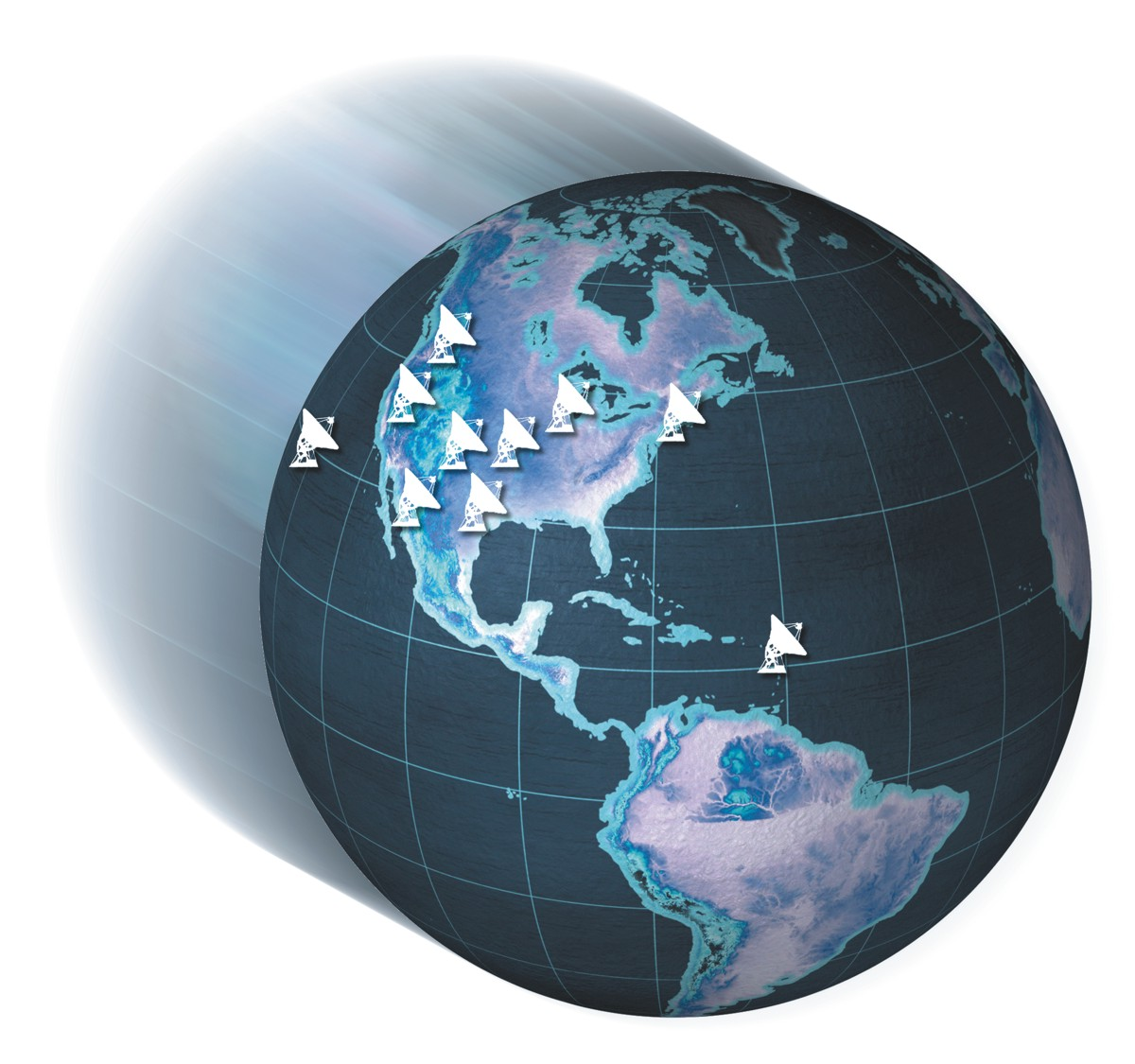
Posizione delle antenne del VLBA

Le antenne radio sono dislocate nei seguenti stati:
- Mauna Kea - Isole Hawaii (presso l'Osservatorio di Mauna Kea)
- Brewster - Washington
- Valle di Owens - California
- Kitt Peak - Arizona
- Pie Town - Nuovo Messico
- Los Alamos - Nuovo Messico
- Fort Davis - Texas
- North Liberty - Iowa
- Hancock - New Hampshire
- Saint Croix - Isole Vergini Americane

## Risultati e ricerca scientifica
- Utilizzando i dati raccolti nel biennio 2014-2015, un gruppo di ricerca[4] a guida italiana ha misurato direttamente la distanza di una regione di formazione stellare, G007.47+00.05  dalla parte opposta della Via Lattea rispetto al Sole, a circa 66.000 al. Tale rilevazione, effettuata mediante misurazione della parallasse stellare, ha raddoppiato la precedente distanza rilevata con tale metodo.[5]

- A luglio 2018 un gruppo di ricerca[6] del Carnegie Institution for Science di Pasadena, California, ha scoperto il quasar PSO J352.4034-15.3373, al momento dell'osservazione era l'oggetto cosmico più brillante alle frequenze radio, ad una distanza di 13 miliardi di anni luce dalla terra[7].

## Galleria d'immagini

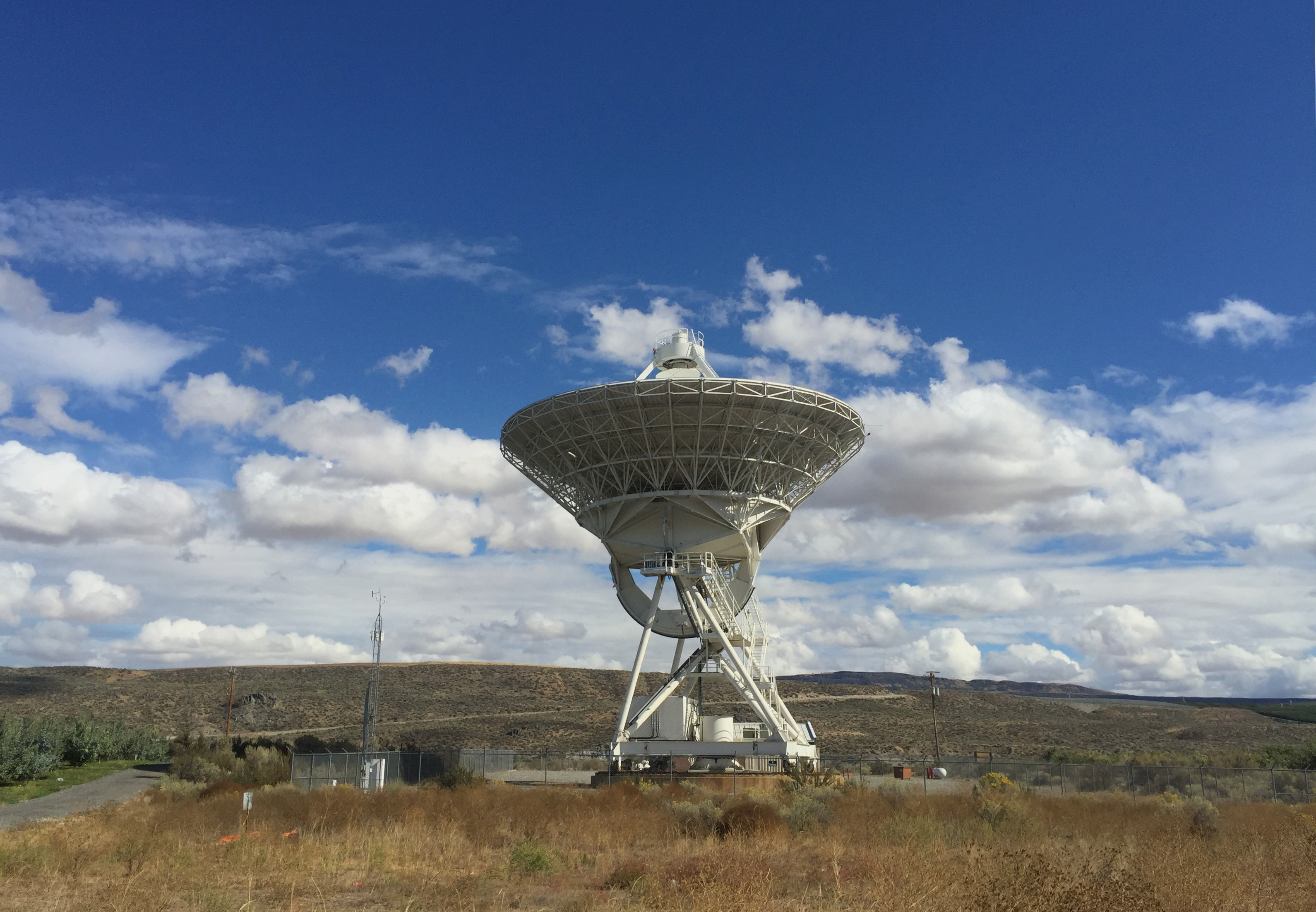
Antenna situata a Brewster
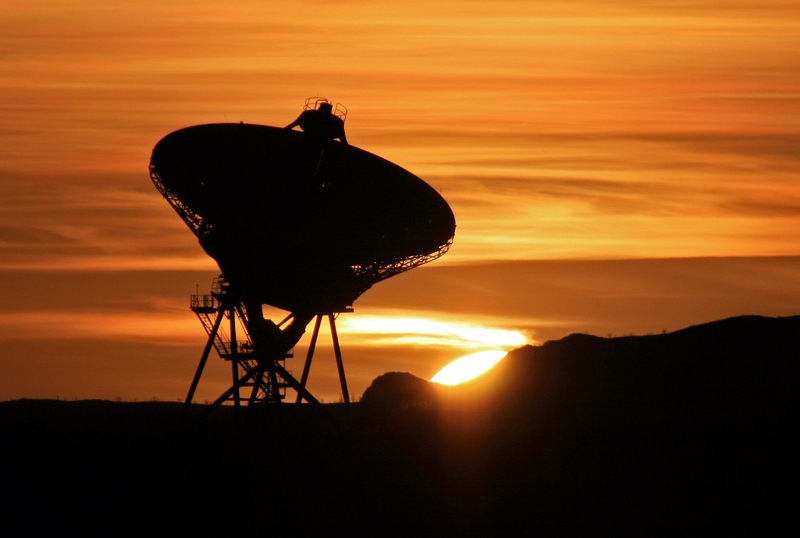
Antenna situata a Los Alamos
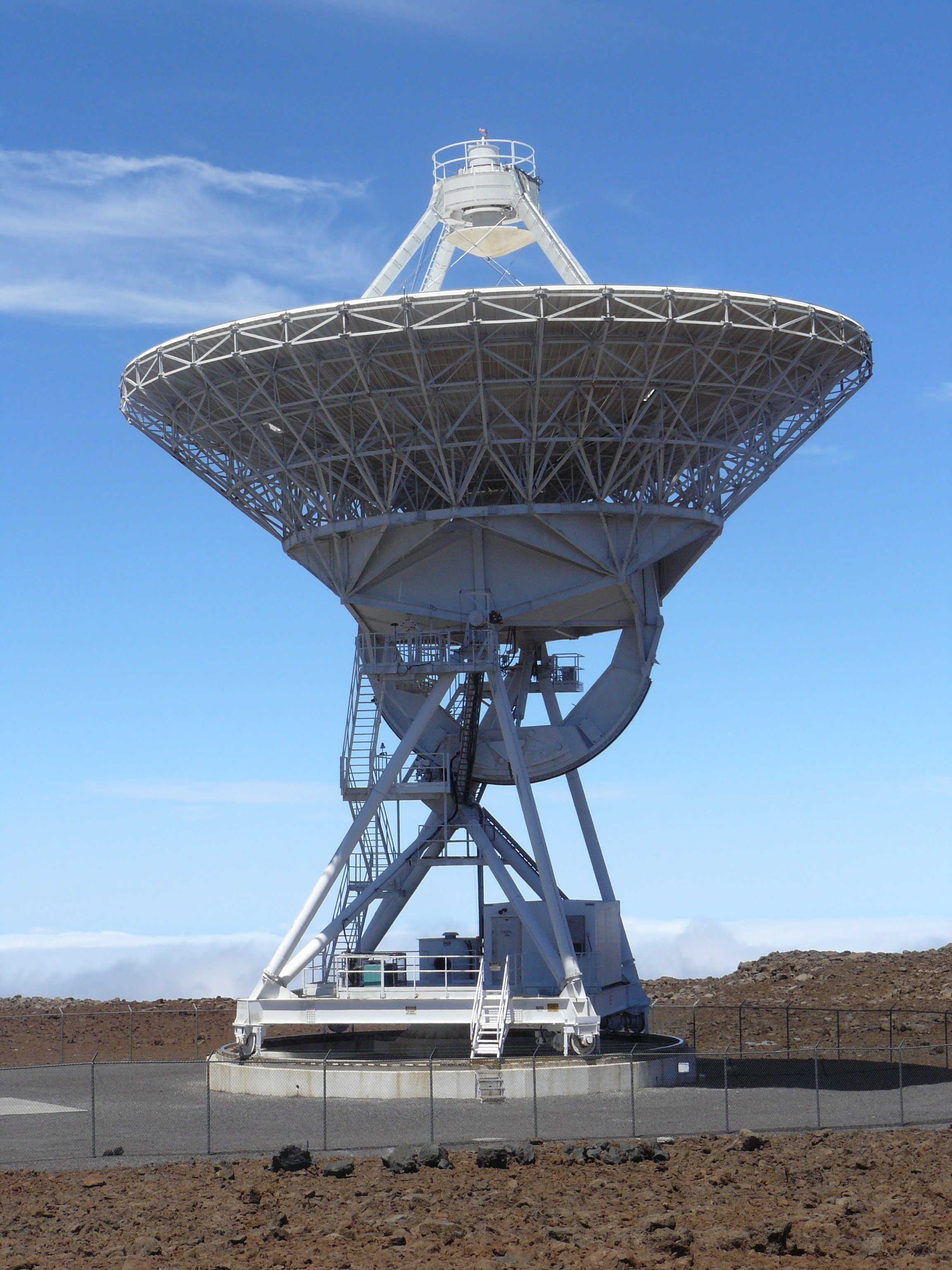
Antenna situata sul Mauna Kea
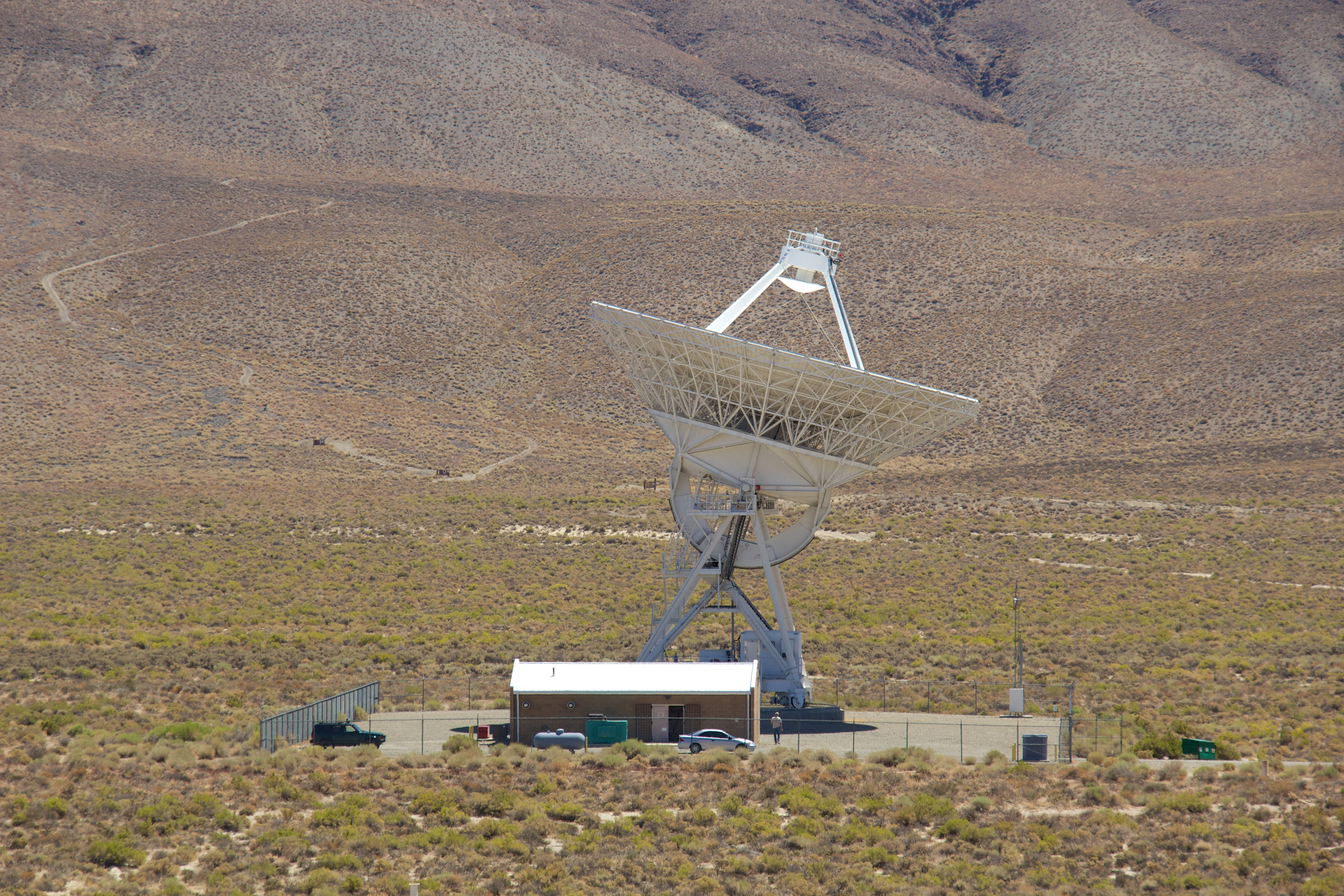
Antenna situata a Owens
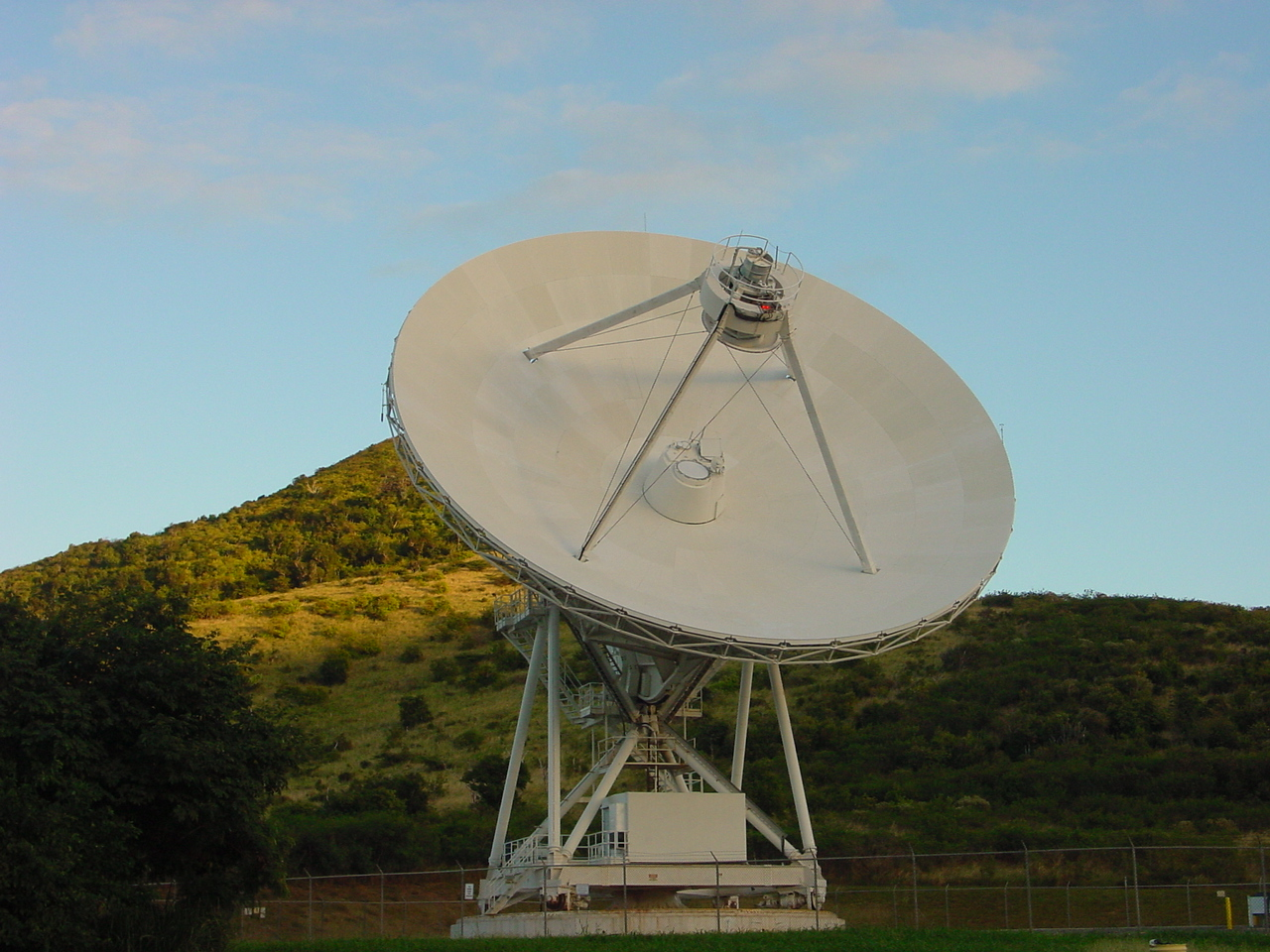
Antenna situata a St Croix
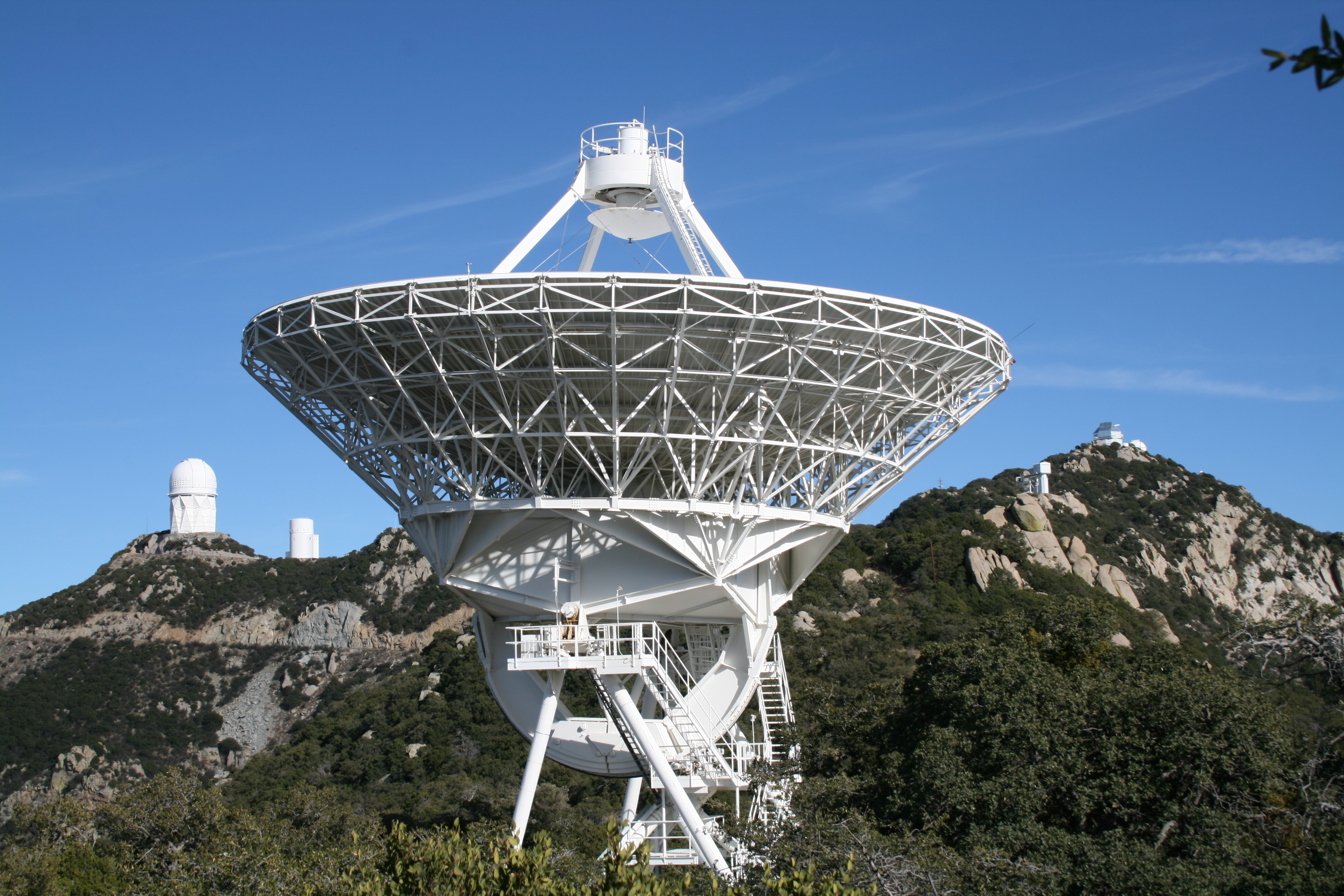
Antenna situata a Kitt Peak